# Trasídeo de Élis
Trasídeo foi um líder democrático de Élis, que se submeteu a Ágis II, rei de Esparta.
Durante o reinado de Ágis II em Esparta, os lacedemônios estavam irritados com Élis, especialmente por terem sido barrados de participar dos Jogos Olímpicos no santuário de Olímpia. Os lacedemônios exigiram que Élis desse liberdade à cidade de Lepreum e todos seus vizinhos submissos a Élis, e estes responderam que fariam isto assim que Esparta libertasse seus vizinhos; a reação de Ágis II foi invadir o território de Élis.
No primeiro ano, houve um terremoto, e os lacedemônios avançaram até Olímpia e o rio Alfeu, mas voltaram; no ano seguinte, Ágis devastou e pilhou o território. Xênias de Élis, que era próxeno de Esparta, reuniu os cidadãos ricos de Élis, mas, antes que Ágis chegasse, foi derrotado por Trasídeo.
Trasídeo era o defensor das causas populares em Élis, e Xênias e seus seguidores foram exilados.
No terceiro ano da guerra, Ágis, liderando os lacedemônios e os aliados, preparou a invasão de Élis; Trasídeo e os cidadãos, pressionados, concordaram em desistir da supremacia sobre os vizinhos, em destruir as fortificações da cidade e em autorizar os lacedemônios em sacrificar aos deuses e participar dos jogos em Olímpia.